# 214 (nombre)
Cet article concerne le nombre 214. Pour l'année, voir 214.
214 (deux cent quatorze) est l'entier naturel qui suit 213 et qui précède 215.

## En mathématiques
Deux cent quatorze est :
- la fonction de Mertens retourne 0.
- un nombre nontotient.

## Dans d'autres domaines
Deux cent quatorze est aussi :
- Le nombre d'os dans un squelette humain normal d'après  Sarah dans Terminator 2 : Le Jugement dernier.
- En finance, 214 désigne les constructions sur sol d'autrui (classe 2 : comptes d'immobilisations).
- Le n° de modèle d'un avion russe, le Tupolev Tu-214.
- Le code de statut SMTP pour le message d'aide.
- Années historiques : -214, 214.